# Jul på Vesterbro
 For alternative betydninger, se Jul på Vesterbro (flertydig). (Se også artikler, som begynder med Jul på Vesterbro)
Jul på Vesterbro er en dansk, socialrealistisk, satirisk voksen-julekalender, der første gang blev vist på DR2 fra den 1. december til den 24. december 2003. Serien følger julekalenderen, da der er 24 afsnit, hvoraf hvert varer cirka et kvarter. Serien er bygget op omkring figurerne fra Anders Matthesens radioføljeton af samme navn, der blev udsendt på DR P3’s Børneradio i 1999. Serien er instrueret af Morten Lorentzen og skrevet af Thomas Hartmann, Nikolaj Peyk og Anders Matthesen selv. Serien har kostet 4 mio. kr. at lave og Mikael Bertelsen arbejdede som producent på serien.
Serien blev en stor succes, og solgte guld, mens soundtracket har solgt dobbelt platin.
I 2004 var serien med i julekalenderen på DR2, Jul i den gamle Kolbøttefabrik, der også havde episoder fra Drengene fra Angoras Team Easy On involveret.
Alle afsnittene blev genudsendt den 30. november 2007 på DR2. Julekalenderen blev igen genudsendt på DR2 i 2009, 2013 og 2017.

## Karakterer
Serien har adskillige karakterer og samtlige roller spilles af Anders Matthesen. I scener, hvor der optræder flere karakterer er det enten blevet klippet sammen, eller filmet så kun én af karaktererne ses forfra. Matthesens stunt double var Sune Svanekier.
- Stewart Stardust – Stewart er en midaldrende sø- og pølsemand, der kommer fra Islands Brygge. Han bor i en lille lejlighed på Vesterbro sammen med sin kone Vivian og sin søn Danny. Stewart er seriens hovedperson.

- Danny Stardust – Danny er Stewarts eneste søn. Han er en uintelligent knægt, på prøveløsladelse fra fængslet. Han tager stoffer og begår småkriminalitet. Han er sammen med sin kæreste Randi, der er narkoman.

- Randi – Randi er Dannys jævnaldrende kæreste. Hun kommer fra Skelbækgade og er prostitueret narkoman. Hun påstår at have født Dannys søn, hvorfor hun kræver børnepenge af familien.

- Greta – Greta er familien Stardusts udlejer. Hun kommer fra Sydslesvig og viser sig at være nynazist. Hun er en forhindring for Stewart, da hun konstant forsøger at opkræve manglende husleje. Greta truer jævnligt med at sætte familien Stardust på gaden.

- Arne Nougatgren – Arne er en hippie-socialrådgiver og musikpædagog. Han har langt sort pagehår og går iklædt genbrugstøj. Hans arbejde er at evaluere familiens hjem for kommunen og tjekke at alt går som det skal. Han forsøger at hjælpe familien så godt han kan.

- Kefir – Kefir er civilingeniør fra Syrien. Han tilbyder at reparere Stewarts pølsevogn med reservedele købt af hans samarbejdspartner Igor. Men Kefir er i virkeligheden en terrorist for organisationen Den Gule Halvmåne, der har i sinde at sprænge Christiansborg i luften. Det ved Stewart intet om og han bliver gang på gang ved med at kalde ham navnene på forskellige mælkeprodukter på grund af hans navn, idet kefir samtidig er navnet på et drikbart mælkeprodukt.

- Igor – Igor er forhenværende oberst i Arbejdernes og Bøndernes Røde Hær. Han samarbejder med Kefir ved at levere bomben han har brug for, for at fuldføre sin terrorhandling.

- Papa – Stewarts papa er død og optræder derfor ikke i seriens nutid, men har i hvert afsnit en rolle, da han optræder i Stewarts daglige flashback-sekvenser som barn. Papa var meget hård mod sin søn, og brugte adskillige voldelige metoder på at straffe ham, som for eksempel en ildrager eller en hækkesaks.

- Arkæologen – En fremtidig arkæolog der optræder i starten af hvert afsnit lige før introen. Han fortæller, hvad der skete i det forrige afsnit og graver forskellige ting op, som har noget med handlingen at gøre.

- Den Gule Halvmåne er en fiktiv terror-organisation. De spiller en central rolle i julekalenderen, da de i Stewart Stardusts kælder er i gang med at lave hans pølsevogn om til en bombe, med intentionen at destruere de vestlige ledere under juletopmødet på Christiansborg. Kefir og hans brødre er ledere af organisationen. Navnet er en parodi på Røde Halvmåne, og muligvis humoristisk baseret på citronmåne.

Andre roller der spilles af Anders Matthesen
- Nyhedsoplæseren
- Speakeren
- Chef i Magasin du Nord (stemme kun)
- Sig selv
- Politiet (stemme kun)
- Mossad-agenten Ibrahim (afsnit 23)

Roller der ikke spilles af Anders Matthesen
- Vivian - Spilles af Matthesens mor; Hedda Matthesen[4] (stemme kun)
- Kefirs brødre
- Kefirs kone
- Politimand på gaden (Sune Svanekier)
- Mand der snydes af Danny (Sune Svanekier)
- Spejderne (heriblandt Anders Friis)
- Børn i Magasin du Nord

## Episoder
| Afsnit nr. | Titel                              | Instrueret af    | Skrevet af | Original visningsdato |
| --- | ---------------------------------- | ---------------- | ---------- | --------------------- |
| 1 | "Danny vender tilbage"             | Morten Lorentzen |            | 1. december 2003      |
| Danny er blevet løsladt fra fængslet, og kommer hjem til sine forældre Stewart Stardust og Vivian i lejligheden på Vesterbro. Sammen med ham kommer sagsbehandleren Arne Nougatgren, der skal sikre at Danny kommer til ordnede forhold, så han ikke vender tilbage til sin kriminelle løbebane. Stewart fremviser stolt sin pølsevogn, familiens primære indtægtskilde, der netop har fået plads på Christiansborg Slotsplads forud for det stort anlagt juletopmøde. Da han vil starte motoren opdager han dog, at den er blevet stjålet. Sange: "Stewarts Foderbræt" |                                    |                  |            |                       |
| 2 | "Hvornår skal du bruge den?"       | Morten Lorentzen |            | 2. december 2003      |
| Dannys veninde, Randi, som meddeler ham, at han er far til hendes barn, hvilket ifølge hende gør at han skal kunne forsøge hende og barnet. Stewart er ude af sig selv, fordi pølsevognen er i stykker og hans julesalg derved er i fare, men pludselig står Kefir og hans brødre i garagen, og de tilbyder at reparere den ganske gratis, da det er deres "hellige muslimske pligt". |                                    |                  |            |                       |
| 3 | "Svangerskabets ulidelige korthed" | Morten Lorentzen |            | 3. december 2003      |
| Kefir har fået hele familien med i garagen for at arbejde på pølsevognen. Russeren Igor dukker op, og for at fejre en god handel hiver han en flaske vodka frem. Kefir og hans brødre vil ikke have, men Stewart tager gladligt imod. Danny ønsker ikke at være far, da han ikke kan overskue det. Husværten, Greta, kommer og kræver betaling for huslejen, men Stewart får udskudt det lidt, da han ikke kan skaffe dem, så længe pølsevognen ikke kan komme på gaden. |                                    |                  |            |                       |
| 4 | "Har du aldrig set Vitek?"         | Morten Lorentzen |            | 4. december 2003      |
| For at skaffe nogle hurtige penge til at betale huslejen sælger Stewart nogle reservedele til pølsevognen til Kefir. Han og Danny sælger også noget fyrværkeri, som de har fundet i kælderen. Randi dukker dog op og kræver børnepenge fra Danny, hvorved alle de penge, som de har tjent, forsvinder. |                                    |                  |            |                       |
| 5 | "Så til søs"                       | Morten Lorentzen |            | 5. december 2003      |
| Arne kommer på besøg for at undersøge om hjemmet er godt for Danny. Da Randi dukker op begynder hun at skændes med Danny. Greta kommer igen for at få sin husleje. Til slut meddeler Arne, at han desværre mener, at Danny skal tilbage i fængslet, fordi hjemmet ikke er harmonisk. |                                    |                  |            |                       |
| 6 | "Hvis du ikke ka' li' røgen..."    | Morten Lorentzen |            | 6. december 2003      |
| For at vise, at familien Stardust har et hyggeligt og harmonisk hjem begynder Stewart at pynte op. Arne bliver meget overrasket over, at de prøver at være en rigtig familie, og han beslutter at give dem en chance til. |                                    |                  |            |                       |
| 7 | "Røv !!!!"                         | Morten Lorentzen |            | 7. december 2003      |
| Da Stewart står op opdager han, at der er blevet både ryddet op og gjort rent i deres lejlighed. Det viser sig, at det er Arne, der står bag, fordi han gerne vil hjælpe dem. Han har tilmed skaffet Danny et job som julemand i Magasin du Nord, men Danny er dog alt andet en begejstret, og forsøger at slippe ud af det, ved at sige at han slet ikke må komme i Magasin længere, men det har Arne allerede ordnet. Arne har tilmed dristet sig til at bytte en af øllene i Stewarts pakkekalender ud med te, hvilket bestemt ikke falder i god jord. |                                    |                  |            |                       |
| 8 | "En god handel"                    | Morten Lorentzen |            | 8. december 2003      |
| Danny er på arbejde i Magasin som Julemand. I garagen møder Stewart russeren Igor, der kræver 2 mio. kr for reservedele til pølsevognen. Kefir overdrager en rød kuffert til Igor, hvorefter han fremdrager en flaske vodka, som han og Stewart drikker. Igor går i gulvet, mens Stewart virker upåvirket efter en halv flaske vodka, og han kigger nærmere på reservedelen, som ser noget besynderlig ud, og mest ligner SS-20-atomsprænghoved. Sang: "Min Babushka" |                                    |                  |            |                       |
| 9 | "Ondt i kufferten"                 | Morten Lorentzen |            | 9. december 2003      |
| Stewart tror reservedelen er en supermotor. Arne dukker op og meddeler at Danny ikke er mødt på sit arbejde i Magasin, og Stewart træder til for "i familien Stardust der hjælper vi hinanden". Han tager afsted, men han bliver fyret efter et barn tisser på ham. Igor, der har dundrende tømmermænd, leder efter sin røde kuffert som er blevet væk. Danni har dog solgt den, og da Igor finder ud af det bliver han sur og beordrer ham ud og skaffe den tilbage. |                                    |                  |            |                       |
| 10 | "Morfars bolsche"                  | Morten Lorentzen |            | 10. december 2003     |
| Danny har skaffet en ny kuffert til Igor, men da det ikke er hans egen røde kuffert bliver han sur og truer Stewart og Danny med at dræbe dem på fantasifuld vis, hvis ikke de snart skaffer hans kuffert tilbage. Stewart bliver vred over Igors utaknemlighed, og smider ham ud. I garagen ser Stewart en supersmart radio, der er blevet installeret i pølsevognen. Sang: "Kefir vs. Stewart" |                                    |                  |            |                       |
| 11 | "Beatrice"                         | Morten Lorentzen |            | 11. december 2003     |
| Kefir har gode nyheder, da han fortæller at pølsevognen er færdig. Greta kommer endnu en gang for at få sin husleje, og Stewart fortæller, at han får penge i morgen, da han nu kan komme ud at tjene penge med pølsevognen. Under store armbevægelser vil Stewart indvie "Beatrice" som han kalder pølsevognen, på trods af Kefirs utålmodighed. Da han endelig får startet den, brænder motoren sammen. Danny har ingen penge, og får lov at låne 200 kr af Arne. |                                    |                  |            |                       |
| 12 | "Hjul igen"                        | Morten Lorentzen |            | 12. december 2003     |
| Danni bliver overrasket over, at Arne er i deres stue allerede om morgenen, men det viser sig at han har sovet der, fordi han har fået stjålet hjulene på sin 2CV. Danny siger, at det nok er julenisserne. Greta ønsker stadig sine penge. Randi dukker endnu engang op for at få penge. Kefir viser Stewart nogle smarte nye hjul, som skal sidde på pølsevognen, så den kan køre endnu hurtigere. Hjulene er nogle som Danny har skaffet og Kefir kalder ham en "ven af Allah", fordi han hjælper dem. |                                    |                  |            |                       |
| 13 | "Gøglere af Guds nåde"             | Morten Lorentzen |            | 13. december 2003     |
| Danny og Stewart er på gaden for at skaffe penge. Stewart optræder som gademusikant med harmonika og sang. Han bliver dog anholdt af en politibetjent, da han ikke har tilladelserne i orden. Danny laver korttrick, selvom Stewart giver ham en rumsterstang med for at kunne spille, så er det først da han begynder at true folk, at der kommer der penge ind. Da han kommer hjem fortæller han, at rumsterstangen slår virkeligt hårdt efter han har hamret nogle søm i den. Igor kommer på besøg med en kalasjnikov, men der er ingen hjemme, så han gennemsøger lejligheden, hvor han støder på Vivian. Hun overfalder ham som et vildt dyr, hvorefter han flygter. Sang: "Halli Halløj" |                                    |                  |            |                       |
| 14 | "Et dukkehjem"                     | Morten Lorentzen |            | 14. december 2003     |
| Stewart er i kælderen for at høre hvordan det går med pølsevognen. Det viser sig at Randis barn er en dukke, og Danny bliver rasende, fordi han føler sig snydt. Kort efter kaster hun dog op, og Arne, der har en graviditetstest i lommen, konstaterer at Randi rent faktisk er gravid, så han mener at Danny må gøre sin pligt som kommende far. |                                    |                  |            |                       |
| 15 | "Duftforstærkeren"                 | Morten Lorentzen |            | 15. december 2003     |
| Stewart har været nede med sidste måneds tomme flasker, og har endelig skaffet penge til huslejen. Randi dukker dog op og stjæler dem, og Greta kommer i samme øjeblik Randi er løbet ud af døren. Pølsevognen har fået monteret en mystisk udseende genstand på taget, men Kefir forsikrer om at det er en duftforstærker, der vil øge hans salg betragteligt. Greta øjner en forretningsmulighed, og aftaler at Stewart kan slippe for huslejen, mod at hun får andel i julesalget fra pølsevognen. Da Stewart finder ud af at kommunen støtter unge gravide par sender han Danny på date med Randi. Sang: "Halli Halløj" |                                    |                  |            |                       |
| 16 | "Baby til låns"                    | Morten Lorentzen |            | 16. december 2003     |
| Danny fortæller om sit stævnemøde med Randi, hvor de bl.a. har slikket på bestikket hos Jensens Bøfhus inden de gik et andet sted hen og fik pramdragergryde, og skubbede folk i havnen, hvilket ryster Arne. Arne har lånt en baby med, og Danny bliver forfærdet over bleskiftet, samtidig med at Arne fortæller om, hvordan alt ens fritid forsvinder og parforholdet går i stå, når man får børn. Greta overfuser Arne pga. hans tøjsmag og hårpragt. Igor buldrer ind for at slå Stewart og Danni ihjel, men Greta bliver rasende over hans måde at smække med døren på og behandle træværket, så hun tager ham i øret og smider ham ud. |                                    |                  |            |                       |
| 17 | "Helt i kage"                      | Morten Lorentzen |            | 17. december 2003     |
| Kefir vil have pølsevognen på gaden, men efter de kommunale tilskud og hans forretningsaftale med Greta vil Stewart hellere være sammen med familien. Kefir insisterer på, at den skal ud, og tilbyder at han og hans brødre kan køre den. Randi fortæller, at hun har skaffet en lejlighed ude ved Avedøre til hende og Danny, men det vil Danny ikke være en del af. Arne har lavet småkager, der forestiller hele familien. Han efter han har sunget om sit hårde liv som socialforvalter går han på besøg hos Vivian for at vise hende den kage, som han har bagt, der ligner hende. Sang: "Socialforvalterblues" |                                    |                  |            |                       |
| 18 | "Højt belagte håndmadder"          | Morten Lorentzen |            | 18. december 2003     |
| Stewart opdager, at Arne har været i seng med Vivian, og banker ham. Han er i bistert humør, så da en flok spejdere banker på, får de også tæsk. Randi får tæsk, da hun er næsvis overfor Stewart. Han tæver også Kefir. Igor kommer med en sin kalasjnikov, for at hævne sig på Stewart og Danny, men han får også tæsk. Da Greta dukker op for at få sine penge får hun også tæsk. Sang: "Junkie Love" |                                    |                  |            |                       |
| 19 | "Farvel Beatrice"                  | Morten Lorentzen |            | 19. december 2003     |
| Stewart og Danny får et brev hver; Greta beder dem forlade huset pr. omgående, og Danny skal tilbage i fængsel. Stewart tager opgivende afsked med sin pølsevogn. Kefir og hans brødre hopper skræmt tilbage, da han viser sig i garagen. Danny spørger, hvad hans papapapa egentlig mente med alle de ting han sagde og alle de tæsk han gav Stewart, hvortil Stewart forklarer, at det var hvad der skulle give hår på brystet så man ikke gav op. Danny påpeger at Stewart har givet op, og foreslår at de skal kæmpe mod systemet. Sang: "Papas Sang" |                                    |                  |            |                       |
| 20 | "Op på barrikaderne"               | Morten Lorentzen |            | 20. december 2003     |
| Stewart og Danny søger hjælp til at bekæmpe systemet hos Kefir, da de mener at sådan nogle arabere som ham helt sikkert ved en masse om den slags. Kefir er positivt overrasket over deres projekt, og han giver dem partisansøm, pigtråd og en masse våben. Igor ringer på, men Danny kaster en håndgranat ud til ham, da han ikke kan deres hemmelige kodeord, som er "salomon brie". |                                    |                  |            |                       |
| 21 | "Tilgivelse... eller..."           | Morten Lorentzen |            | 21. december 2003     |
| Stewart og Danny keder sig, da de synes at systemet lader vente på sig. Han og Danny prøver at råbe ud af vinduet. Pludselig dukker Randi op, og hun er sur fordi de ikke har åbnet døren, når hun har banket på. Politiet ankommer udenfor og meddeler via en megafon at Stewart og Danny skal overgive sig. |                                    |                  |            |                       |
| 22 | "JuleDanny"                        | Morten Lorentzen |            | 22. december 2003     |
| Stewart, Danny og Randi er belejret af politiet, og der er ikke meget mad i huset, så da de vil have musaka, tyndsteg og pramdragergryde, kan han kun tilbyde havrefras og flåede tomater. Politiet stormer lejligheden, og familien søger tilflugt i kælderen. Her dukker Igor op og vil dræbe Stewart, men Igor bliver skudt af Kefir, der viser sig at være fra terrorgruppen Den Gule Halvmåne, som vil bruge den ombyggede pølsevogn som bombe til at dræbe de dekadente ledere af den vestlige verden ved juletopmødet. |                                    |                  |            |                       |
| 23 | "Julefred"                         | Morten Lorentzen |            | 23. december 2003     |
| Pludselig dukker Arne op i kælderen med sin guitar og synger en sang om julens budskab om kærlighed og tilgivelse, der får alle til at stoppe og tilgive hinanden. Kefirs kone smider pludselig burkaen og viser sig at være den hemmelige agent Ibrahim fra den israelske efterretningstjeneste Mossad, som også er ude efter Den Gule Halvmåne. Greta dukker op og skyder Ibrahim. Hun viser sig at være nazist. Fortælleren bliver sur over at de bliver ved med at kommentere på hans tale, og forlader optagelserne fra et skab, hvorefter Danny overtager opsummering. Sang: "Hjerternes Fest" |                                    |                  |            |                       |
| 24 | ""Juleafslutning""                 | Morten Lorentzen |            | 24. december 2003     |
| Greta fortæller om sin vision for Danmark, hvor kun dem, som spiser svinekød er rene nok. Hun tager en bid af Stewart pølser, der har stået fremme hele måneden, og hun vil derefter tvinge Kefir til også at spise en. Hun dør dog af akut madforgiftning inden Kefir når at smage, fordi pølserne er fordærvede. Politiet stormer nu endelig kælderen. Stewart kan endelig holde jul med Danny, Randi og Arne, og de udveksler gaver; Danni får en jakke, Randi får en pose hold kæft bolcher (som Stewart håber vil virke), Stewart får sin harmonika, som Danny har pakket ind, og Arne får et par maracas. Da der ikke er mere rødkål smutter Stewart i kælderen for at varme noget i pølsevognens mikrobølgeovn. Da han trykker start går atombomben af, hvorved hele København bliver ødelagt. Sang: "Jul på Vesterbro" |                                    |                  |            |                       |

Derudover blev der produceret et afsnit kaldet "Bag Om Jul På VesterBro", der omhandlede optagelserne af serien, indeholdt fraklip og ekstra scener.

## Soundtrack
Ved siden af serien udkom der også et soundtrack af samme navn til fortællingen med alle numrene fra serien, som blev skrevet og fremført af Anders Matthesen.
På soundtracket var der også Andens originale sang "Jul på Vesterbro" i en udvidet udgave med at vers af Arne. Den oprindelige udgave havde kun to vers, og blev udgivet på CD'en Hva' snakker du om? – Den ka' byttes Vol. 1 i 2000.
Albummet havde solgt guld i november 2013, platin i maj 2018 og i
maj 2021 havde det solgt dobbeltplatin.

## Modtagelse
Serien blev en stor succes allerede ved første visning, og den blev genudsendt året efter.
DVDen modtog Guld for mere end 20.000 solgte eksemplarer. I 2004 vandt serien prisen som "Årets Nyskabelse" ved TV Prisen.
I en afstemning blandt de bedste voksenjulekalendere på mandemagasinet M!s hjemmeside havde Jul på Vesterbro fået 36% af stemmerne, kun overgået af The Julekalender med 46% i oktober 2021. En Top 10 over de bedste julekalendere nogensinde (inklusive dem rettet mod børn) på nisseol.dk rangerede Jul på Vesterbro som den bedste julekalender nogensinde. Jul på Vesterbro var nr. 5 på en liste over 12 julekalendere på magasinet Womans hjemmeside i 2020.
Seriens soundtrack blev også en succes og i maj 2021 havde det solgt dobbelt platin.